# Liste der Kulturdenkmale in Rotschau
In der Liste der Kulturdenkmale in Rotschau sind die Kulturdenkmale des Reichenbacher Ortsteils Rotschau verzeichnet, die bis Februar 2020 vom Landesamt für Denkmalpflege Sachsen erfasst wurden (ohne archäologische Kulturdenkmale). Die Anmerkungen sind zu beachten.
Diese Aufzählung ist eine Teilmenge der Liste der Kulturdenkmale in Reichenbach im Vogtland.

## Liste der Kulturdenkmale in Rotschau
| Bild                                    | Bezeichnung                                                                         | Lage                                   | Datierung                           | Beschreibung | ID       |
| --------------------------------------- | ----------------------------------------------------------------------------------- | -------------------------------------- | ----------------------------------- | --- | -------- |
| Direkt Bild zu diesem Denkmal hochladen | Bogenbrücke über die Göltzsch (Egersche Brücke)                                     | Alaunwerk (Karte)                      | 1756                                | Als Bestandteil der alten Handelsroute nach Eger (Cheb) verkehrsgeschichtliche Bedeutung. Unverputztes Bruchsteinmauerwerk; Hauptbogen mit radial gestellten Steinen; Nebenbogen in den 1920er Jahren zusammen mit Geländer (Beton) erneuert oder ausgebessert.                                                                              | 09209580 |
| Weitere Bilder                          | Stollensystem mit Abbauspuren, Rostbühnen, Mundloch und Halden (Alaunwerk Mühlwand) | Alaunwerk (Karte)                      | 1691–1827 (stillgelegt)             | Wichtiges Zeugnis der frühen Industriegeschichte des Vogtlandes, als technikgeschichtliches und landschaftsbildprägendes Denkmal mit hohem Dokumentationswert | 09209579 |
| Direkt Bild zu diesem Denkmal hochladen | Ehemalige Fabrikantenvilla                                                          | Alte Lengenfelder Straße 8b (Karte)    | Um 1915                             | Baugeschichtliche und ortsgeschichtliche Bedeutung. Originales Treppenhaus (Holztreppe). Sockel: Granit/Sandsteinquader. | 09209589 |
| Direkt Bild zu diesem Denkmal hochladen | Herrenhaus des ehemaligen Rittergutes                                               | Hainstraße 1 (Karte)                   | 18. Jahrhundert                     | Putzfassade, baugeschichtliche Bedeutung. Zwei Geschosse, Mansarddach, Giebel Fachwerk, teilweise Granitgewände. | 09209595 |
| Direkt Bild zu diesem Denkmal hochladen | Kriegerdenkmal für die Gefallenen des Ersten Weltkrieges                            | Hainstraße 1 (gegenüber) (Karte)       | Nach 1918                           | Gestaltete Anlage mit Bruchsteinmauer, ortsgeschichtlich von Bedeutung. Erhöhtes Mittelstück mit Dachüberstand und Platten. | 09209588 |
| Direkt Bild zu diesem Denkmal hochladen | Kontorgebäude einer Fabrikanlage sowie Treppenaufgang und Einfriedung               | Hainstraße 4 (Karte)                   | Um 1915                             | Baugeschichtliche und ortsgeschichtliche Bedeutung. Putzfassade mit Relief, Zwerchhaus mit geschwungenem Giebel, Fensterverdachung. Original: alle alten Fenster, Eingangstüre, Vorbau auf gusseisernen Säulen mit Glas sowie Treppenlauf und Einfriedung.                                                                                   | 09209591 |
| Direkt Bild zu diesem Denkmal hochladen | Dreiseithof mit Wohnstallhaus, Seitengebäude und Scheune sowie Toreinfahrt          | Lindenplatz 2 (Karte)                  | Anfang 19. Jahrhundert              | Geschlossen erhaltenes Ensemble eines Bauernhofs im alten Dorfkern, ortsbildprägend. Wohnstallhaus mit Putzfassade (Fachwerk-Obergeschoss), ziegelsichtige Tordurchfahrt um 1900. | 09209584 |
| Direkt Bild zu diesem Denkmal hochladen | Bauernhof mit Wohnstallhaus, Seitengebäude und Scheune                              | Lindenplatz 3 (Karte)                  | Um 1850                             | Geschlossen erhaltenes Ensemble eines Bauernhofs im alten Dorfkern, ortsbildprägend. - Wohnstallhaus: massiv, zwei Geschosse, Satteldach rückwärtiger Teil verbrettert (Fachwerk-Obergeschoss) - Scheune: Ziegel/Putzfassade, Satteldach | 09209585 |
| Direkt Bild zu diesem Denkmal hochladen | Wohnhaus mit rückwärtigem Anbau                                                     | Lindenplatz 4 (Karte)                  | Um 1830 (Wohnhaus), um 1900 (Anbau) | Sozialgeschichtlich von Bedeutung, in Kubatur und Substanz reich an Originalität, markanter Bau mit ortsbildprägender Wirkung zum Dorfkern hin. Eventuell ehemalige Schule. Zwei Geschosse, Putzfassade, Obergeschoss Fachwerk, Krüppelwalmdach (altdeutsche Deckung). Original: Eingangstür mit Oberlicht. Anbau: Obergeschoss verbrettert. | 09209586 |
| Direkt Bild zu diesem Denkmal hochladen | Radkreuzstein (Gedenkstein)                                                         | Schwarze Tafel (Flurstück 107) (Karte) | 16./17. Jahrhundert                 | Naturstein mit beidseitiger Ritzung, Denkmal der Regionalgeschichte | 09209593 |
| Direkt Bild zu diesem Denkmal hochladen | Wohnhaus                                                                            | Schwarze Tafel 12 (Karte)              | Um 1920                             | Einfaches Holzhaus mit typisierter Gestalt, zeittypische Baudetails, womöglich von Christoph & Unmack, baugeschichtlich von Interesse | 09209592 |

## Tabellenlegende
- Bild: Bild des Kulturdenkmals, ggf. zusätzlich mit einem Link zu weiteren Fotos des Kulturdenkmals im Medienarchiv Wikimedia Commons. Wenn man auf das Kamerasymbol klickt, können Fotos zu Kulturdenkmalen aus dieser Liste hochgeladen werden:
- Bezeichnung: Denkmalgeschützte Objekte und ggf. Bauwerksname des Kulturdenkmals
- Lage: Straßenname und Hausnummer oder Flurstücknummer des Kulturdenkmals. Die Grundsortierung der Liste erfolgt nach dieser Adresse. Der Link (Karte) führt zu verschiedenen Kartendiensten mit der Position des Kulturdenkmals. Fehlt dieser Link, wurden die Koordinaten noch nicht eingetragen. Sind diese bekannt, können sie über ein Tool mit einer Kartenansicht einfach nachgetragen werden. In dieser Kartenansicht sind Kulturdenkmale ohne Koordinaten mit einem roten bzw. orangen Marker dargestellt und können durch Verschieben auf die richtige Position in der Karte mit Koordinaten versehen werden. Kulturdenkmale ohne Bild sind an einem blauen bzw. roten Marker erkennbar.
- Datierung: Baubeginn, Fertigstellung, Datum der Erstnennung oder grobe zeitliche Einordnung entsprechend des Eintrags in der sächsischen Denkmaldatenbank
- Beschreibung: Kurzcharakteristik des Kulturdenkmals entsprechend des Eintrags in der sächsischen Denkmaldatenbank, ggf. ergänzt durch die dort nur selten veröffentlichten Erfassungstexte oder zusätzliche Informationen
- ID: Vom Landesamt für Denkmalpflege Sachsen vergebene, das Kulturdenkmal eindeutig identifizierende Objekt-Nummer. Der Link führt zum PDF-Denkmaldokument des Landesamtes für Denkmalpflege Sachsen. Bei ehemaligen Kulturdenkmalen können die Objektnummern unbekannt sein und deshalb fehlen bzw. die Links von aus der Datenbank entfernten Objektnummern ins Leere führen. Ein ggf. vorhandenes Icon  führt zu den Angaben des Kulturdenkmals bei Wikidata.